# Ministre-président de la Communauté française de Belgique
Ne doit pas être confondu avec Ministre-président du gouvernement wallon.
Le ministre-président de la Communauté française est le chef du gouvernement de la Communauté française de Belgique.

## Nomination

### Procédure
Le ministre-président est désigné par le gouvernement communautaire en son sein, selon la règle du consensus. Si celui-ci ne peut être dégagé, le ministre-président est élu au scrutin secret et à la majorité absolue.
L'élection est ratifiée par le roi des Belges.

## Titulaires
| Nom         | Nom                 | Parti | Mandat                                                          | Gouvernement   | Coalition          | Législature |
| ----------- | ------------------- | ----- | --------------------------------------------------------------- | -------------- | ------------------ | ----------- |
|             | Philippe Moureaux   | PS    | 22 décembre 1981 – 9 décembre 1985 (3 ans, 11 mois et 17 jours) | Moureaux I     | PS, PRL            | 1re         |
|             | Philippe Monfils    | PRL   | 9 décembre 1985 – 2 février 1988 (2 ans, 1 mois et 24 jours)    | Monfils        | PRL, PSC           | 2e          |
|             | Philippe Moureaux   | PS    | 2 février – 11 mai 1988 (3 mois et 9 jours)                     | Moureaux II    | PS, PSC            | 3e          |
|             | Valmy Féaux         | PS    | 11 mai 1988 – 7 janvier 1992 (3 ans, 7 mois et 27 jours)        | Féaux          | PS, PSC            | 3e          |
|             | Bernard Anselme     | PS    | 7 janvier 1992 – 6 mai 1993 (1 an, 4 mois et 4 jours)           | Anselme        | PS, PSC            | 4e          |
|             | Laurette Onkelinx   | PS    | 6 mai 1993 – 13 juillet 1999 (6 ans, 2 mois et 8 jours)         | Onkelinx I     | PS, PSC            | 4e          |
| Onkelinx II | Laurette Onkelinx   | PS    | 6 mai 1993 – 13 juillet 1999 (6 ans, 2 mois et 8 jours)         | 5e             | PS, PSC            |             |
|             | Hervé Hasquin       | PRL   | 13 juillet 1999 – 19 juillet 2004 (5 ans et 6 jours)            | Hasquin        | PRL-FDF, PS, Ecolo | 6e          |
|             | Marie Arena         | PS    | 19 juillet 2004 – 20 mars 2008 (3 ans, 8 mois et 1 jour)        | Arena          | PS, cdH            | 7e          |
|             | Rudy Demotte        | PS    | 20 mars 2008 – 17 septembre 2019 (11 ans, 5 mois et 28 jours)   | Demotte I      | PS, cdH            | 7e          |
| Demotte II  | Rudy Demotte        | PS    | 20 mars 2008 – 17 septembre 2019 (11 ans, 5 mois et 28 jours)   | PS, Ecolo, cdH | 8e                 |             |
| Demotte III | Rudy Demotte        | PS    | 20 mars 2008 – 17 septembre 2019 (11 ans, 5 mois et 28 jours)   | PS, cdH        | 9e                 |             |
|             | Pierre-Yves Jeholet | MR    | 17 septembre 2019 - 16 juillet 2024 (4 ans, 9 mois et 29 jours) | Jeholet        | MR, PS, Ecolo      | 10e         |
|             | Élisabeth Degryse   | LE    | Depuis le 16 juillet 2024 (9 mois et 9 jours)                   | Degryse        | LE, MR             | 11e         |

## Particularités
- Parmi les 10 ministres-présidents du gouvernement de la Communauté française, on compte 6 socialistes, 3 libéraux et 1 centriste.
- Une personne a exercé la fonction à plusieurs années d'écart : Philippe Moureaux, à deux reprises, du 22 décembre 1981 au 9 décembre 1985 puis du 2 février au 11 mai 1988
- 2 personnes ont présidé plusieurs gouvernements :
  - Rudy Demotte a présidé trois gouvernements.
  - Philippe Moureaux et Laurette Onkelinx ont chacun présidé deux gouvernements.
- Deux ministres-présidents francophones ont exercé la présidence du gouvernement de la Région wallonne :
  - Bernard Anselme, du 10 mai 1988 au 8 janvier 1992. Il était par ailleurs ministre-président « à double casquette » (Région wallonne et Communauté française) pendant un très court moment, du 7 au 8 janvier 1992.
  - Rudy Demotte, du 20 juillet 2007 au 22 juillet 2014. Il était par ailleurs ministre-président « à double casquette » (Région wallonne et Communauté française) du 20 mars 2008 au 22 juillet 2014.
- Plusieurs premiers ministres ont exercé des fonctions européennes :
  - Philippe Monfils et Marie Arena ont été élus députés européens.
- La fonction de ministre-président de la Communauté française a été exercée par 7 hommes et 3 femmes.

## Durée
Classement des ministres-présidents selon la durée totale de leur(s) mandat(s) à la tête du gouvernement de la Communauté française (en jours) :
| Rang | Nom                 | En jours    | N° | Dates                                                           | Nombre de gouvernements |
| ---- | ------------------- | ----------- | -- | --------------------------------------------------------------- | ----------------------- |
| 1    | Rudy Demotte        | 4 198 jours | 8  | 20 mars 2008 - 17 septembre 2019                                | 3                       |
| 2    | Laurette Onkelinx   | 2 259 jours | 5  | 6 mai 1995 - 13 juillet 1999                                    | 2                       |
| 3    | Hervé Hasquin       | 1 833 jours | 6  | 13 juillet 1999 - 19 juillet 2004                               | 1                       |
| 4    | Pierre-Yves Jeholet | 1 764 jours | 9  | 17 septembre 2019 - 16 juillet 2024                             | 1                       |
| 5    | Philippe Moureaux   | 1 547 jours | 1  | 22 décembre 1981 - 9 décembre 1985 2 février 1988 - 11 mai 1988 | 2                       |
| 6    | Marie Arena         | 1 340 jours | 7  | 19 juillet 2004 - 20 mars 2008                                  | 1                       |
| 7    | Valmy Féaux         | 1 336 jours | 3  | 11 mai 1988 - 7 janvier 1992                                    | 1                       |
| 8    | Philippe Monfils    | 785 jours   | 6  | 9 décembre 1985 - 2 février 1988                                | 1                       |
| 9    | Bernard Anselme     | 485 jours   | 4  | 7 janvier 1992 - 6 mai 1993                                     | 1                       |
| 10   | Élisabeth Degryse   | 283 jours   | 10 | 16 juillet 2024 - en cours                                      | 1                       |